# St. Pankratius (Dietldorf)

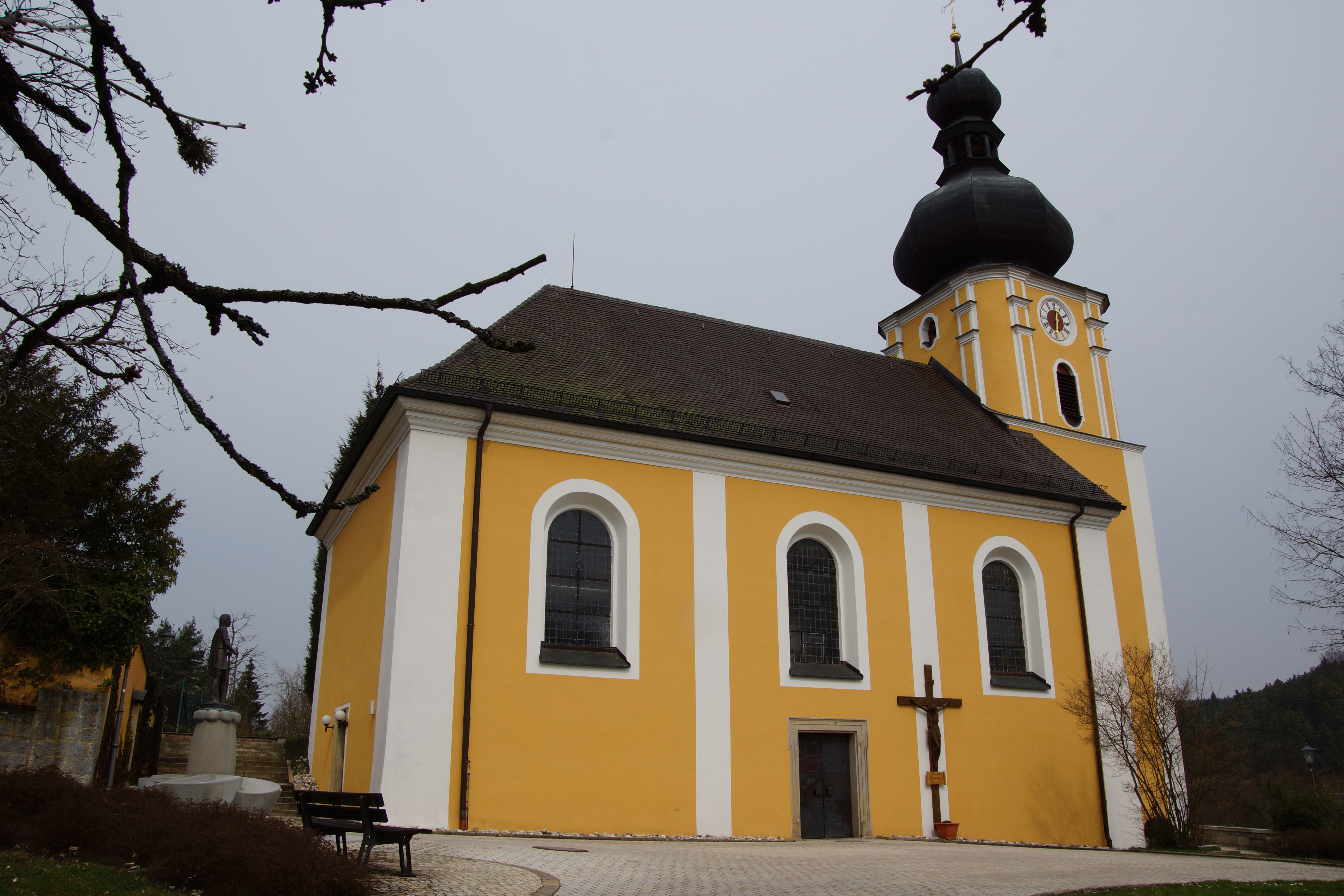
St. Pankratius (Dietldorf)

Die römisch-katholische, denkmalgeschützte Pfarrkirche St. Pankratius steht in Dietldorf, einem Pfarrdorf der Stadt Burglengenfeld im Landkreis Schwandorf der Oberpfalz. Die Pfarrei gehört zur Seelsorgeeinheit Burglengenfeld St. Josef mit Dietldorf im Dekanat Schwandorf des Bistums Regensburg. Das Bauwerk ist unter der Denkmalnummer D-3-76-119-66 als Baudenkmal in die Bayerische Denkmalliste eingetragen.

## Beschreibung
Die Saalkirche wurde im Kern im Mittelalter erbaut. Sie besteht aus einem Langhaus aus drei Achsen, das 1723 erneuert wurde, und einem Chorturm im Osten, der um 1785 mit einem Geschoss mit abgerundeten Ecken, die von Pilastern gerahmt sind, zur Unterbringung der Turmuhr und des Glockenstuhls mit vier Kirchenglocken aufgestockt und mit einer Welschen Haube bedeckt wurde.
Der Innenraum des Langhauses, in dem sich im Westen eine Empore befindet, ist mit einem Spiegelgewölbe überspannt, der des Chors, d. h. des Erdgeschosses des Chorturms, mit einem Kreuzgratgewölbe. Zur Kirchenausstattung gehört ein um 1720 gebauter Hochaltar, den hölzerne Statuen flankieren, die Johannes Nepomuk und Franz Xaver darstellen. Auf dem Altarretabel von 1731/32,  das Johann Gebhard zugeschrieben wird, ist der heilige Pankratius zu sehen. Die Kanzel wurde um 1700 gebaut.